# Marian Kosiński
Marian Kosiński (4. prosince 1945, Tarnovské Hory — 21. dubna 2021, Mielec) byl polský fotbalista, obránce. Po skončení aktivní kariéry působil jako trenér.

## Fotbalová kariéra
Hrál v polské nejvyšší soutěži za Stal Mielec. Se Stalem Mielec získal v letech 1973 a 1976 polský titul. V Poháru mistrů evropských zemí nastoupil ve 4 utkáních a v Poháru UEFA nastoupil v 9 utkáních.

## Ligová bilance
| Ročník                 | Zápasy | Góly | Klub        |
| ---------------------- | ------ | ---- | ----------- |
| 2. polská liga 1969/70 | -      | -    | Stal Mielec |
| Ekstraklasa 1970/71    | -      | -    | Stal Mielec |
| Ekstraklasa 1971/72    | -      | -    | Stal Mielec |
| Ekstraklasa 1972/73    | 26     | 0    | Stal Mielec |
| Ekstraklasa 1973/74    | -      | -    | Stal Mielec |
| Ekstraklasa 1974/75    | -      | -    | Stal Mielec |
| Ekstraklasa 1975/76    | 25     | 0    | Stal Mielec |
| Ekstraklasa 1976/77    | -      | -    | Stal Mielec |
| Ekstraklasa 1977/78    | -      | -    | Stal Mielec |
| Ekstraklasa 1978/79    | -      | -    | Stal Mielec |
| Ekstraklasa 1979/80    | -      | -    | Stal Mielec |
| CELKEM Ekstraklasa     | 263    | 2    |             |

## Trenérská kariéra
V sezónách 1982/83 a 1989/90 byl trenérem Stalu Mielec